# Night in the Woods
Night in the Woods (укр. Ніч у лісі) — однокористувацька відеогра в жанрі квесту. Розроблена канадською студією Infinite Fall, що заснована ігровим дизайнером Алеком Головкою та художником Скоттом Бенсоном. Гра видана студією Finji у 2017 році.

## Синопсис та ігровий процес
Головна героїня, Мей, повертається додому до Посум Спрінґс — містечка, населеного зооморфними людьми. Оселившись у батьківському будинку на горищі, вона поступово дізнається, що містечко сильно змінилося з часів закриття його колишніх вугільних шахт. Мей починає розслідувати пов'язані з цим загадки, і вони ведуть її до лісу неподалік. Їй доводиться зіткнутися з жахливим секретом міста, який приховували десятиліттями і який пояснює не лише назву міста, а ще й нещодавнє зникнення Кейсі, давнього друга Мей. Також Мей спілкується з іншими друзями: це Бея, похмура крокодилиця, Ґреґ, непосидючий лис, і його хлопець — ведмідь на ім'я Ангус.
Американський журнал «Paste» описав тематику гри як «ментальні розлади, депресія, стагнація середніх і нижніх класів та повільна загибель маленьких містечок Америки».
Гравець керує Мей і досліджує Посум Спрінґс, переміщуючись бігом, стрибками тощо. Скотт Бенсон (ігровий дизайн, анімація, сценарій, музика) описує процес гри як «досліджувати, спілкуватися, бачити і торкатися». Алек Головка (ігровий дизайн, програмування, музика) описав гру як «орієнтовану на сюжет, а не на ігровий процес». Рішення гравця впливають на перебіг подій, проте Бенсон зазначав: «Це радше так: хочете поспілкуватися з цим персонажем? Гаразд, спілкуйтеся. Тоді, може, он та інша людина не так добре знатиме вас наприкінці гри, зате ця, з якою ви провели час — у вас буде змога побачити їхню історію».

## Сюжет
20-річна Мей Боровські, кинувши коледж, повертається до рідного містечка Посум Спрінґс, яке тепер переживає наслідки закриття вугільних шахт та економічну стагнацію. Вона зустрічається зі старими друзями: похмурою, але розумною Беатріс Сантелло (Бея), непосидючим дрібним правопорушником-лисом Ґреґорі Лі (Ґреґ) і його хлопцем — спокійним, скромним Ангусом Делані. Мей дізнається, що її інший старий друг, Кейсі Гартлі, зник невідомим чином.
Кілька днів Мей досліджує Посум Спрінґс та проводить час з друзями, але також починає бачити дивні, яскраві сни. Згодом під час геловінського фестивалю Мей випадково стає свідком викрадення підлітка загадковою фігурою. Мей вважає, що фігура була привидом, хоча її друзі в це не дуже вірять. Вони починають працювати в команді, намагаючись розібратися в подіях у місті. Тим часом ментальне здоров'я Мей повільно погіршується з кожним новим сном. Після насичених пошуків четверо друзів знаходять у лісі дивний гурт осіб у плащах. Особи помічають друзів і намагаються наздогнати; під час переслідування Мей падає та опиняється в короткочасній комі. Її друзям вдається втекти.
Зрештою Мей знаходять парафіяни місцевої церкви. Вона прокидається та повертається до друзів. У розмові з ними Мей розкриває, що переживає глибоку дисоціацію: тепер люди та світ відчуваються для неї лише як набір форм і кольорів (натякається, що Мей страждає від дереалізації). Саме через цей стан вона й кинула коледж. Також Мей повідомляє, що її блокнот, у якому вона робить замальовки після важливих подій протягом гри — це завдання від лікаря, що порадив їй записувати свої емоції. До нього Мей направили шість років тому — після того, як вона побила іншого учня школи софтбольною битою унаслідок епізоду дисоціації. Цей випадок змусив жителів міста почати оминати Мей, а також приніс фінансові та психологічні труднощі її родині. Під час навчання в коледжі дисоціація Мей поглибилася, і вона вирішила повернутися додому, сподіваючись, що в Посум Спрінґс їй стане краще.
Попри поганий фізичний стан після падіння, Мей вирішує повернутися до лісу та відшукати гурт, що гнався за нею та її друзями. Проте її перехоплюють Ґреґ, Бея та Ангус і наполягають, що вони мають іти разом. Четверо потрапляють усередину старих шахт і зустрічають загадкову групу. Виявляється, що ті є представниками культу, який організував декілька викрадень у місті — зокрема й викрадення старого друга Мей, Кейсі. Культисти повідомляють, що забирають тих, хто, на їхню думку, не приносить користі суспільству і за ким не будуть сумувати. У цих шахтах викрадених приносять в жертву богоподібній хтонічній істоті — Чорній Козі, сподіваючись, що істота поверне Посум Спрінґс до життя. Лідер культу дозволяє друзям піти, погрожуючи їм серйозними наслідками, якщо вони розкажуть кому-небудь про культ; але поки гурт підіймається на поверхню у шахтному ліфті, неочікувано з'являється один із культистів (зовнішньо подібний до «привида») і нападає на Мей. Решта друзів рятує її, а ліфт падає. Шахту завалює, і культисти, імовірно, виявляються закритими під землею.
Наступного дня Мей спілкується з Беєю або Ґреґом (залежно від того, з ким частіше взаємодіяв гравець протягом гри). Вони обговорюють те, що сталося вночі, та решту подій у Посум Спрінґс. Незабаром до них приєднується решта друзів, і Мей каже, що хоча вони всі будуть змушені вирости та пристосуватися до життя незалежно від того, яким воно буде, зараз вони ще можуть приємно провести час разом. В останній сцені гри четверо вирішують тимчасово відкласти свої проблеми та пограти разом музику.

## Відгуки
Загалом гра отримала схвальні відгуки. Зокрема ігровий вебсайт GameSpot оцінив гру у 9 з 10, а на сайті Metacritic гра отримала 87 балів від 11 критиків. Більшість критиків хвалили сюжет та добре продуманих персонажів.